# Planetary and Space Science
Planetary and Space Science — рецензируемый научный журнал, основанный в 1959 году. Он публикует оригинальные исследовательские статьи вместе с краткими сообщениями (письмами). Основная тема — процессы Солнечной системы, охватывающие множество областей естественных наук. Численное моделирование процессов Солнечной системы также проводится на наземных установках или на борту космических платформ. Главный редактор — Анджело Пио Росси (Университет Джейкобса). Журнал публикуется Elsevier.

## Основные науки
Небесная механика является частью этих исследований, так как эта наука включает в себя понимание динамического развития Солнечной системы, релятивистских эффектов, среди других областей анализа и рассмотрения.
Космохимия также является частью опубликованных исследований в этом журнале. Космохимия в этом случае включает в себя все аспекты начального физического и химического образования, а также последующую эволюцию Солнечной системы, относящуюся к этим физическим и химическим процессам.

## Индексация
Журнал абстрагируется и индексируется в:
- Applied Mechanics Reviews
- Cambridge Scientific Abstracts
- Chemical Abstracts
- Environmental Periodicals Bibliography
- Inspec
- Meteorological & Geoastrophysical Abstracts
- PASCAL
- Scopus

По данным журнала цитирования журнала, в 2011 году коэффициент воздействия составил 2,334. Коэффициент воздействия на 2017 год составляет 1,820.